# Travancore

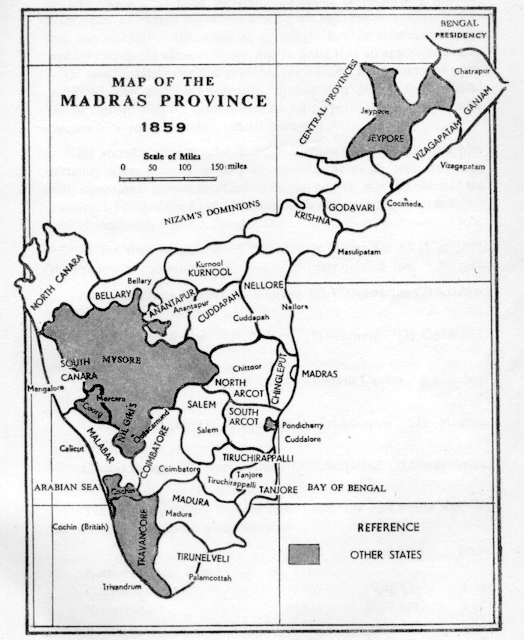
Mapa

Travancore (Tiruvidamkodu o Tiruvankur, "La llar de la Deessa de la Prosperitat") fou un regne del sud de l'Índia i estat tributari protegit dependent de la presidència de Madras, amb un resident conjunt amb el veí estat de Cochin. El nom derivava de Tiruvankod (Tiruvidamkodu) a uns 50 km al nord de la capital Trivandrum, que antigament fou capital d'un petit principat incorporat després a Travancore. Formà la part essencial del modern estat de Kerala.

## Geografia
Ocupa part dels Ghats Occidentals el que li dona un caràcter muntanyós, que arriba al cim al pic Anaimudi (2.739 metres); al sud les muntanyes Cardamon i Pirmed; el territori incloïa nombrosos rius i rierols destacant el Periyar (riu Gran) de 229 km, el Kayankulam i el Vembanad. Els dos llacs principals de l'estat eren el Vellani prop de Trivandrum i el Sasthankotta prop de Quilon.

## Població
- 1875: 2.311.379
- 1881: 2.401.158
- 1891: 2.557.736
- 1901: 2.952.157
- 1931: 5.095.973

L'estat estava format per 9 ciutats i 3.885 pobles. Els hindús eren el 68,9% de la població, els cristians el 23,6%, els musulmans el 6,4% i els animistes el 0,9%. La llengua vernacular era el malayalam (4/5 parts). Hi havia almenys 192 castes sents les principals els nayars (antiga classe militar) que formaven el 25 per cent de la població, els iluvans o tiyans (24%), els pulayans (10%), els shanans (7%), els paraiyans, els kuravans, els asaris, els vellales, els bramans, els marans i els kollans. Almenys el 60% de la població depenia de l'agricultura.

## Segells
Travancore tenia el seu propi sistema postal conegut com a anchal o anchel. Travancore va emetre segells de "court fee" entre 1890 i 1945. El sistema postal britànic treballava a l'estat al costat del local però sense connexió. El 1904 hi havia 150 oficines de l'anchal. El sistema postal "anchal" unit de Travancore i Cochin va estar en funcionament entre 1946 i 1952 emetent segells.

## Banderes i escut

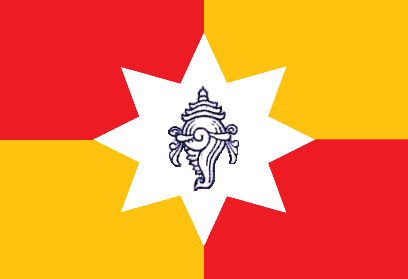

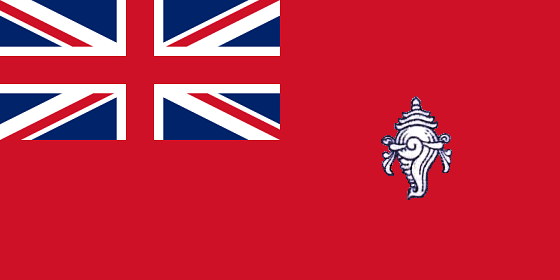

## Banderes[a]i escut

### Bandera reial
La bandera era rectangular proporció 1:2, vermella, amb un caragol de mar (Turbinella pyrum) al centre, de color blanc. En una mesura més reduïda s'utilitzava també com a bandera per a vehicles oficials. Aquesta bandera va restar subsistent i l'11 de maig de 1954 el cap secretari de l'estat de Travancore-Cochin comunicava que estava hissada a palau quan hi era el maharajà i a la part del davant dels vehicles d'aquest.

### Bandera de l'estat
Fins al 1947 la bandera de l'estat era blanca amb l'escut complert de l'estat en blanc delineat en vermell; les representacions fetes durant anys situaven el caragol al centre de l'escut sense cap element addicional però per una foto de Michel Lupant, president de la FIAV, mostra el caragol estava dins d'unes branques de llorer formant un oval. És possible que es tracti d'una variació, o que els llorers fossin element de l'antic escut que se sap va existir però no se'n coneix cap representació. L'escut ocupava la major part de la bandera. Va estar en ús des del segle XIX fins a 1949.
El 1947 es va utilitzar de manera no oficial una bandera d'estat rectangular amb els colors nacionals kerales en franges horitzontals: roig, groc i turquesa. Al centre un disc o segell vermell ocupant generalment tot l'ample de la franja groga i un terç de la franja superior i un altre terç de la inferior, amb el caragol blanc a l'interior.

### Pavelló mercant
Per concessió de 10 d'octubre de 1924 els vaixells de Travancore van poder utilitzar el pavelló vermell britànic amb el "badge" (emblema) de l'estat al centre de la meitat del vol. Aquest emblema estava dins un disc roig (per tant invisible dins el pavelló) i el formava el caragol en blanc amb coronació daurada i una tela de color blau.

### Bandera civil i mercant
Com a bandera civil i pavelló mercant després de 1947 es va utilitzar oficialment la bandera d'estat i extraoficialment els colors nacionals kerales: una bandera rectangular de tres franges horitzontals, vermella la superior, groga la central, i blau turquesa la inferior.

### Escut
L'escut de l'estat estava format pel caragol en posició central (blanca delineada en vermell) protegida a cada costat per elefants blancs emmirallats també delineats en vermell. Una decoració de plata de línies vermelles aguantava una cinta blanca amb una inscripció en negre en malayalam (dharmosmatkuladaivatam) que traduïda vol dir "Dharma és la divinitat de la nostra nissaga". Aquest escut podria ser una modificació d'un primer escut amb el caragol protegit per dues branques de llorer de forma oval ajuntades per un llaç (tot en blanc delineat vermell), o bé l'escut amb els llores seria una variació.
L'escut reial era similar: el caragol, amb els dos elefants aguantats sobre una cinta blanca, portant els dos una manta per seure al damunt; sota la cinta blanca la corona reial plena de diamants datada l'any 311, en plata i daurat, i sota dos elements creuats (torxes o maces) de colors no informats però probablement plata i/o daurat. Aquest escut fou adoptat el 1881. El 6 de novembre de 1931 un segell de correus emès per la coronació de Bala Rama Varma II, ja presenta l'escut modificat molt més simple: el caragol de plata dins un escut vermell de forma peculiar; amb l'escut en forma encara més peculiar i amb vora de plata, és assenyalada com a segell d'estat.

## Administració
Administrativament l'estat estaca dividit en 4 subdivisions o districtes (al seu torn dividits en total en 31 talukes):
- Padmanabhapuram (5 talukes)
- Trivandrum (4 talukes)
- Quilon (11 talukes)
- Kottayam (11 talukes)

les subdivisions o districtes estaven sota govern dels diwans peshkars. Les talukes estaven sota tahsildars i al seu torn estaven dividides en àrees menors anomenades provertis governades per provertikarans.

## Govern
La direcció de l'estat estava dirigida en nom de maharajà per un diwan o primer ministre. El 1888 es va formar un consell legislatiu i el 1904 l'assemblea popular.

## Història
De la història antiga poca cosa se'n sap. La tradició l'inclou dins el regne dels cheres o Kerala i que als primers segles de l'era cristiana va estar regit per una sèrie de governants que exercien el govern per períodes de 12 anys. A la primera meitat del segle ix, Cheraman Perumal, el darrer dels caps del país, va dividir el territori entre els seus parents, un dels quals va rebre el sud de Travancore, i altres familiars o feudataris diferents parts dels territoris originals; Cheruman va anar en peregrinació a la Meca. Sembla que a la segona meitat del segle XI el territori fou conquerit pels coles però un segle després els reietons locals van recuperar la seva posició i possessions. A la meitat del segle XIII la part sud-est fou envaïda pels pandyes de Madura, que s'havien independitzat dels coles. A l'inici del segle següent els reietons locals altre cop tornaven i exercir plenament el poder i així va seguir durant dos segles. Al segle XVI, els reis de Vijayanagar Achyuta Raya i Sadasiva (successor del primer) van envair la regió de Travancore el 1534 i 1544. Probablement diversos reietons (si no tots) van esdevenir tributaris; després de la batalla de Talikot (1565) els prínceps de Travancore van caure progressivament sota vassallatge dels nayaks de Madura. En aquest temps sembla que hi havia una lliga de petits prínceps cadascun dels quals reclamava preeminència sobre la resta.
Un dels prínceps va assolir progressivament l'hegemonia, especialment en temps de Martanda Varma I (1729 - 1758) que va organitzar un exèrcit modern a l'estil europeu dirigit per un oficial flamenc anomenat De Lannoy (la tomba del qual es troba a la capella en ruïnes del fort d'Udayagiri al sud de Travancore), va reforçar les fortificacions, va millorar la recaptació, va incrementar el comerç, i va construir palaus i temples; en tot va tenir el consell i ajut del seu ministre Rama Ayyan Dalawa, que a més a més fou comandant en cap de l'exèrcit. Els seus èxits principals foren la conquesta dels principats de Kavankulam, Ambalapulai i Changanacheri. El sistema polític introduït per Rama Ayyan fou conegut popularment com el sattam ("el govern").
Martanda Varma fou succeït per Rama Varma II, que va seguir les passes del seu predecessor. Va sotmetre a la resta dels caps que encara es mantenien independents i el 1761 va construir les històriques Línies de Travancore, unes fortaleses que anaven en una estreta línia de la costa de Cochin a l'altre costat de Cranganur fins al peu de les muntanyes dels Ghats, per protegir el país dels atacs d'Haidar Ali que en aquest temps havia usurpat el poder a Mysore. Haidar va atacar Travancore dues vegades: el 1766 i el 1776 però les dues vegades els seus plans foren frustrats pels holandesos que s'havien col·locat entre els dominis de Mysore i els de Travancore. El 1778 el raja va concedir pas lliure pel seu territori als britànics que anaven a atacar l'establiment francès de Mahé llavors molt valuós per Haidar com a lloc d'origen dels seus subministraments militars. El raja ja havia rebutjat les ofertes d'Haidar d'esdevenir el seu vassall i es decantava obertament per l'aliança amb els britànics als quals es va unir en la seva guerra contra el cap musulmà. Per aquests serveis el raja fou expressament esmentat com aliat britànic al tractat de Mangalore, signat amb Tipu Sultan, successor d'Haidar, el 1784.
Atacat per Tipu Sultan el 1788 el raja va signar un acord amb els britànics als quals va permetre estacionar a dos batallons de sipais a la frontera, pagats per l'estat de Travancore. Llavors Tipu va reclamar els forts d'Ayakotta i Cranganur, que el raja havia comprat poc abans als holandesos, i va envair Travancore (1789) però fou derrotat i es va escapar per poc de morir en un combat. El 1790 Tipu va renovar l'atac i va devastar el nord de Travancore, a causa del qual els britànics li van declarar la guerra; llavors Tipu es va retirar cap a Palghat i al final de la guerra el 1792 va haver de restaurar tot el que havia arrabassat a Travancore. El 1795 el raja va signar un nou tractat amb els britànics pel qual pagaria un subsidi anual pel manteniment de tres batallons de sipais amb artilleria europea a canvi de la protecció contra qualsevol agressió per terra o mar; a més el raja es comprometia a no entrar en tractes amb cap altra potència europea o estat indi sense consentiment del govern britànic, ni concedir territoris o establiments als europeus al seu territori, i a ajudar els britànics, quan li fos demanat, amb tropes locals que serien mantingudes a la seva costa. Tres anys després de la conclusió del tractat Raja Varma II va morir (17 de febrer de 1798). Als darrers anys del seu govern va tenir com a ministre a diwan Raja Kesava Das, que va governar de manera notablement encertada. Al raja el va succeir el seu nebot Raja Bala Rama Varma, un mal governant i intrigant.
Quan el 1804 foren llicenciats els batallons locals de nayar (la casta militar del país) es va produir una insurrecció per eliminar la influència britànica en els cercles propers al raja; la revolta fou fàcilment liquidada per la força subsidiària establerta a Quilon i es van prendre mesures per evitar noves revoltes. El 1805 es va signar un nou tractat pel qual el raja era alliberat de l'obligació d'aportar ajut amb tropes locals però hauria de pagar anualment (a més del subsidi a les forces dels sipais que era de 8 lakhs) una quantitat per mantenir un regiment natiu i una força major quan fos necessari. El raja va concedir la direcció de l'estat als britànics en cas d'impagament i es va comprometre a escoltar i obeir els consells britànics, a no tenir contactes amb governs estrangers, a no contractar oficials estrangers i a no permetre l'establiment d'oficials estrangers, excepte si obtenia el permís britànic. El 1809 el diwan Velu Tampi Dalawa, aliat a l'estat de Cochin, va intentar una revolta i va intentar assassinar al resident major Macaulay; l'intent fou fàcilment suprimit i el raja fou obligat a pagar les despeses; aquestes despreses foren després rebaixades, ja massa tard, i quan el raja va morir el 1810 i l'estat no va poder pagar, els britànics van haver d'agafar l'administració.
El tron va passar a Ghauri Lakshmi Rani, com a regent de Rama Varma III (1810-1813). La regent va cedir el govern efectiu al resident, el coronel J. Munro. En endavant Travancore va iniciar un ràpid camí de prosperitat. La rani va morir el 1815 i la va succeir en la regència la seva germana Parvathi Bayi (Parvati Rani) fins que Rama Varma III va arribar a la majoria d'edat el 1829. En el seu govern de 17 anys (fins a 1846) es van iniciar una sèrie de reformes administratives. A la seva mort el 1846 el va succeir el seu germà petit Martanda Varma i a aquest el 1860 el seu nebot Rama Varma, que el 1862 va rebre un sanad del governador general de l'Índia que li garantia el dret d'adopció per ell i hereus, en cas de manca d'hereus naturals; aquesta adopció segons el costum del país havia de ser feta pel sobirà o per almenys dues de les dones del monarca difunt i l'adopció de femelles estava permesa. El 1880 el va succeir el seu germà Rama Varma V, que va regnar cinc anys pujant llavors al tron Rama Varma VI. El 1888 va instituir un consell legislatiu i el 1904 una assemblea popular; l'octubre de 1932 aquests dos cossos es van constituir en càmera bicameral (Shri Chitra i Shri Mulam); la cambra baixa o Shri Mulam la formaven 72 membres dels quals 48 eren elegits i 14 designats; podien votar tots els que pagaven més d'una rupia per taxes de propietat (que era una quantitat baixa), i els que pagaven taxes municipals i els graduats encara que no arribessin a 1 rupia en taxes de propietat; les dones podien votar. La cambra alta o Shri Chitra estava formada per 37 membres dels quals 22 eren elegits.
El 1901 la força militar de l'estat era de 61 cavallers, 1.442 infants i 6 canons. El sobirà tenia (des de 1866) el títol de maharajà i salutació de 21 canonades (personal), mentre l'estat tenia salutació hereditària de 19 canonades.

## Arqueologia
- Pandukulis (pilars baixos) al nord, coneguts com a "Forats dels Pandaves".
- Monedes romanes (incloent-hi alguns aureis)
- Diversos temples

## Llista de rages - Chiravai Muppan Padmanabhadasa- i maharajas
- 1678 - 1705 Ravi Varma 
  - 1678 - 1684 Rani Umayamma, reina regent
- 1705 - 1718 Unni Kerala Varma III
- 1718 - 1721 Aditya Varma
- 1721 - 1729 Rama Varma I
- 1729 - 1758 Martanda Varma I
- 1758 - 1798 Rama Varma II (nebot)
- 1798 - 1810 Bala Rama Varma I (nebot)
  - 1810 - 1815 Ghauri Lakshmi Bai, reina regent
- 1810 - 1846 Rama Varma III (fill de la regent)
- 1815 - 1829 Parvathi Bayi, reina regent
- 1846 - 1860 Martanda Varma II (germà de Rama Varna III)
- 1860 - 1880 Rama Varma IV (des de 1866 maharajà) (nebot)
- 1880 - 1885 Rama Varma V (germà)
- 1885 - 1924 Rama Varma VI
- 1924 - 1949 Bala Rama Varma II (+1991) (nebot de Rama Varna V) 
  - 1924 - 1931 Setu Laksmi Bai, reina regent

## Llista de dalawes (fins a 1811) i diwans
- 1729 - 1736 Arumukham Pillai
- 1736 - 1737 Thanu Pillai
- 1737 - 1756 Rama Iyen
- 1756 - 1763 Martanda Pillai (Tampi Chempakaraman Ayyappan Martandan)
- 1763 - 1768 Warkala Subbayyan (Varkalay Subba Iyen)
- 1768 - 1776 Krishna Gopalayyan
- 1776 - 1780 Vadiswaran Subbrahmanya Iyer
- 1780 - 1782 Mullen Chempakaraman Pillai
- 1782 - 1788 Nagercoil Rama Iyen (Ramayyan)
- 1788 - 1789 Krishnan Chempakaraman
- 1789 - 1799 Kesavan Das
- 1799 Jayanthan Sankaran Namboodiri(Namburi)
- 1799 - 1800 Ayyappan Chembaka Raman Pillai
- 1800 - 1801 Parasala Padmanabhan Tampi Chempakaraman
- 1801 - 1809 Velu Thampi
- 1809 - 1811 Ummini Thampi
- 1811 - 1814 John Munro
- 1814 - 1815 Padmanabhan
- 1815 - 1816 Subbien (Subha Iyer) Sankaranarayana Iyen
- 1816 - 1817 Raman Menon
- 1817 - 1821 Reddy Rao
- 1821 - 1829 Venkata Rao
- 1830 - 1837 Tanjavur Subha Rao
- 1837 - 1838 R. Ranga Rao
- 1838 - 1839 Venkata Rao (segona vegada)
- 1839 - 1842 Tanjavur Subha Rao (segona vegada)
- 1842 - 1843 Krishna Rao (interí)
- 1843 - 1845 Reddy Rao (segona vegada)
- 1845 - 1846 Srinivasa Rao
- 1846 - 1857 Krishna Rao (segona vegada)
- 1858 - 1872 Madhava Rao
- 1872 - 1877 A. Sashiah Sastri
- 1877 - 1880 Nanupillai
- 1880 - 1887 Ramiengar
- 1887 - 1892 T. Rama Rao
- 1892 - 1898 Sankara Subha Iyer
- 1898 - 1904 Krishnaswamy Rao
- 1904 - 1906 V.P. Madhava Rao
- 1906 - 1909 S Gopalacharyar
- 1909 - 1914 P. Rajagopalachari
- 1914 - 1920 Krishnan Nair
- 1920 - 1925 T Raghaviah
- 1925 - 1929 M.E. Watts
- 1929 - 1932 V.S. Subrahmanya Aiyar
- 1932 - 1934 Thomas Austin
- 1934 - 1936 Mohamad Habibulla
- 1936 - 1947 Sir Chetpat P. Ramaswami Aiyer
- 1947 - 1948 P.G.N. Unnithan
- 1948 Pattom Thanu Pillai (Partit del Congrés)
- 1948 - 1949 T.K. Narayan Pillai (Partit del Congrés)

## Residentes britànics a Travancore i des de 1923 agents de Cochin ex-officio
- 1788 - 1800 George Powney
- 1800 - 1810 Colin Macaulay
- 1810 - 1819 John Munro
- 1819 - 1820 S. MacDowall
- 1820 - 1827 David Newall
- 1827 - 1834 Edward Cadogan
  - 1828 - 1829 Morrisom (interí)
- 1833 - 1836 James Archibald Casamajor
- 1836 - 1838 James Stuart Fraser
- 1838 - 1839 A. Douglas
- 1839 - 1840 Thomas Maclean
- 1840 - 1860 William Cullen
- 1860 - 1862 F.N. Maltby
- 1862 - 1864 W. Fisher
- 1864 - 1867 Henry Newill
- 1867 Atholl MacGregor
- 1867 - 1869 Henry Newill (segona vegada)
- 1869 - 1870 G.A. Ballard
- 1870 - 1871 J.I. Minchin
- 1871 - 1874 G.A. Ballard (segona vegada)
- 1874 A.F.F. Bloomfield
- 1874 - 1875 G.A. Ballard (tercera vegada)
- 1875 Woulfe Hay
- 1875 - 1877 Atholl MacGregor (segona vegada)
- 1877 - 1878 Henry Edward Sullivan (interí)
- 1878 - 1879 John Child Hannyngton
- 1879 - 1881 Atholl MacGregor (tercera vegada)
- 1881 - 1883 John Child Hannyngton (segona vegada)
- 1883 - 1884 W. Logan (interí)
- 1884 R.W. Barlow (interí)
- 1884 - 1887 John Child Hannyngton (tercera vegada)
- 1887 - 1887 H.R.N. Prendergast (interí)
- 1887 - 1890 John Child Hannyngton (quarta vegada)
- 1890 - 1891 Henry Bidewell Grigg
- 1891 - 1892 John Child Hannyngton
- 1892 - 1895 Henry Bidewell Grigg (segona vegada)
- 1895 John David Rees
- 1895 - 1896 J. Thomson
- 1896 - 1896 John David Rees (segona vegada, interí)
- 1896 - 1897 F.A. Nicholson
- 1897 - 1898 John David Rees (tercera vegada)
- 1898 - 1899 F.A. Nicholson (segona vegada)
- 1899 - 1904 Gordon Thomas Mackenzie
- 1904 - 1906 James Andrew
- 1906 - 1908 R.C.C. Carr
- 1908 - 1909 J. Davidson (interí)
- 1909 - 1910 R.C.C. Carr (segona vegada)
- 1910 - 1912 A.T. Forbes
- 1912 - 1913 R.A. Graham (interí)
- 1913 - 1915 A.T. Forbes (segona vegada)
- 1915 - 1917 R.A. Graham (segona vegada, interí)
- 1917 - 1920 H.L. Braidwood
- 1920 - 1923 H.H. Barkitt
- 1923 - 1926 C.W.E. Cotton
- 1926 H.A.B. Vernon (interí)
- 1926 - 1928 C.W.E. Cotton (segona vegada)
- 1928 - 1929 C.G. Crosthwaite
- 1929 - 1930 A.N. Ley-Carter
- 1930 - 1932 H.R.N. Pritchard
- 1932 - 1935 Donald Muyle Field
- 1935 - 1936 W.A.M. Garstin
- 1936 - 1940 Clarmont Percival Skrine
- 1940 - 1944 George Francis Murphy
- 1944 - 1945 H.J. Todd
- 1945 - 1946 Cosmo Grant Niven Edwards
- 1946 - 1947 A.A. Russell
- 1947 Cosmo Grant Niven Edwards (segona vegada)